# 吉姆·拉特克利夫
詹姆斯·亞瑟·「吉姆」·拉特克利夫爵士（Sir James Arthur "Jim" Ratcliffe，1952年10月18日—）是英国亿万富翁、化學工程師和商人。1998年，拉特克利夫创立英力士並親自出任董事长兼首席执行官。2018年5月，拉特克利夫以210.5亿英镑的净资产首度成为英国首富。 

## 生平
拉特克利夫生於現今的大曼彻斯特，父亲是一名木工，母亲是一名会计。 他在伯明翰大学学习化学工程并获得学士学位。拉特克利夫在埃索找到了自己的第一份工作，但他决定繼續学习管理会计，於是于1978年至1980年间在伦敦商学院攻读工商管理碩士，並於1980年获得伦敦商学院工商管理碩士学位（2016年，他向该校捐了2500万英镑。 ）1989年，他入職安宏资本。
拉特克利夫又與其他人聯合創辦一家名為Inspec的公司，该公司在比利时安特卫普租下了一間化学工厂，該化學工廠曾經隸屬於BP。 1998年，拉特克利夫在汉普郡創辦英力士 ，英力士後來又收购了Inspec。
此外他亦積極參與足球事務，透過旗下的英力士分別在2017年和2019年全股收購瑞士足球超級聯賽的洛桑体育和法甲的尼斯，同時擁有英超豪門曼聯的25%股份，並主管該俱樂部的足球事務。

## 個人生活
拉特克利夫与前妻阿曼达·汤森（Amanda Townson）育有两个儿子。他与已分手的意大利税务律师玛丽亚·阿莱西亚·马雷斯卡（Maria Alessia Maresca）育有一女。
拉特克利夫是一名欧洲怀疑主義者，他曾在2019年表示，英力士支持歐洲經濟共同體，但不支持欧罗巴合众国。